# Rhamphomyia aterrima
Rhamphomyia aterrima är en tvåvingeart som beskrevs av Frey 1922. Rhamphomyia aterrima ingår i släktet Rhamphomyia och familjen dansflugor. Inga underarter finns listade i Catalogue of Life.